# 九九峰動物樂園
九九峰動物樂園是以珍愛鳥類和可愛動物為主的動物園，號稱要成為亞洲規模最大的「鳥類主題動物園」。樂園網站寫的願景是著重在人、動物、森林互動的生態教育。

## 環境設備
分區：

樂飛行館、鴕鳥園、大鳥窩、戲水天地、八角天網、恐龍之丘、鸚鵡森林、魔馬騎騎、可愛動物、小駝鳥區、非洲鴕鳥、3m/6m蛋堡。

## 歷史
2016年是私人鳥園暨動物園，曾免收門票短暫開放後，園主封園照程序申請環評和開發許可。